# Богештій-де-Сус
Богештій-де-Сус (рум. Bogheștii de Sus) — село у повіті Вранча в Румунії. Входить до складу комуни Богешть.
Село розташоване на відстані 218 км на північний схід від Бухареста, 54 км на північ від Фокшан, 110 км на південь від Ясс, 95 км на північний захід від Галаца.

## Населення
За даними перепису населення 2002 року у селі проживали 144 особи, усі — румуни. Усі жителі села рідною мовою назвали румунську.